# 349 f.Kr.

## Händelser

### Efter plats

#### Persiska riket
- Sidon belägras av persiska styrkor.

#### Makedonien
- Efter att ha återhämtat sig från sjukdom vänder Filip II av Makedonien uppmärksamheten mot de återstående atenskkontrollerade städerna i Makedonien och mot staden Olynthos i synnerhet. Atenarna organiserar en hjälpinsats.